# Express Credit Amanet

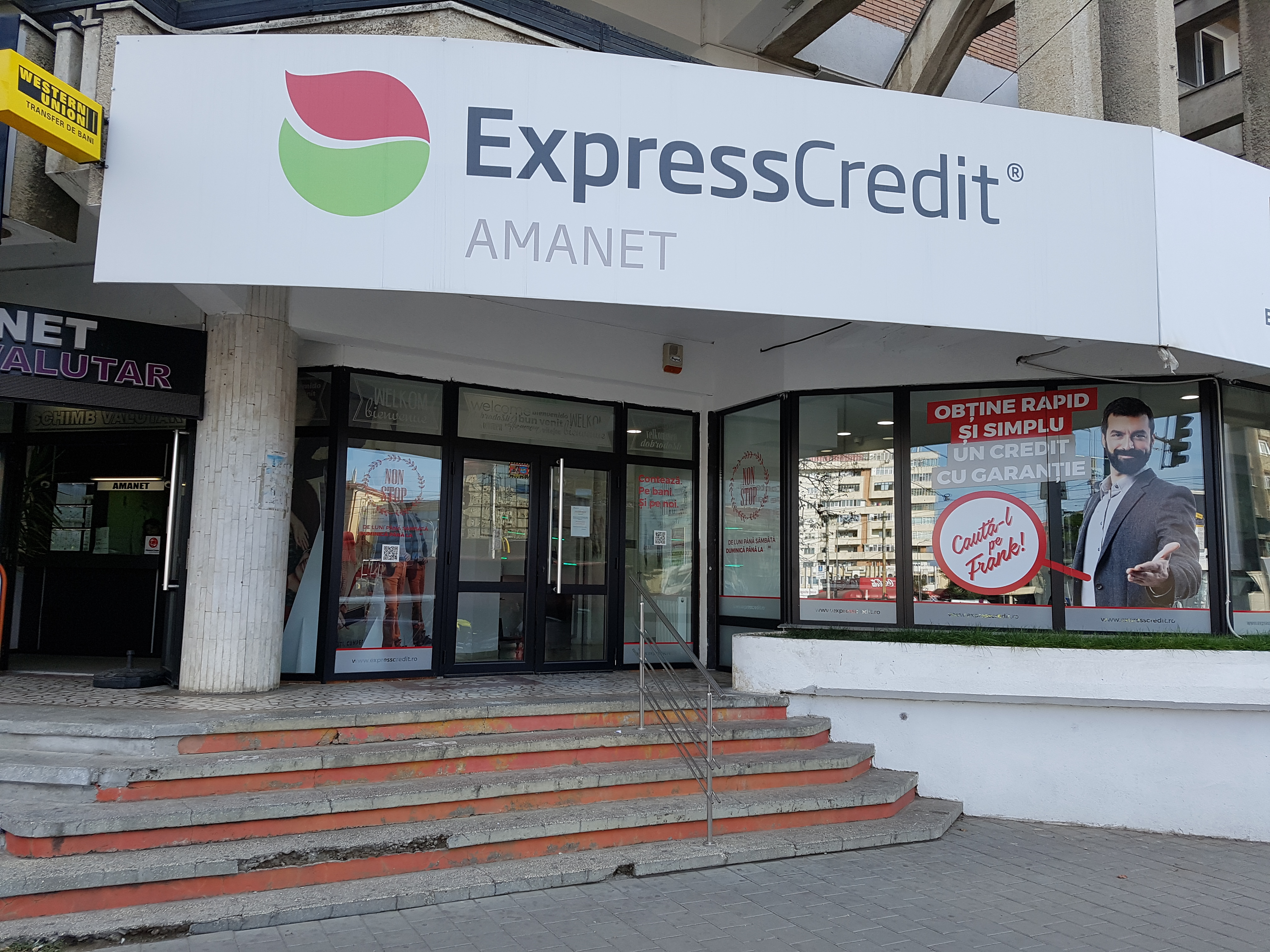

Express Credit Amanet este o companie românească, parte a unui fond de investiții american, care oferă servicii financiare. Principalele domenii de activitate ale companiei sunt acordarea de credite în regim de amanet și vânzarea de produse provenite din activitatea de amanet, cum ar fi bijuteriile, produsele electronice sau alte obiecte de valoare.

## Istoric
Actuala companie Express Credit Amanet a luat ființă în septembrie 1999 prin deschiderea primei agenții în Iași, cartierul Tudor Vladimirescu. Ea a apărut pe piața ieșeană sub numele de Casa de Amanet Electro Gold. Până în anul 2008, când s-a produs schimbarea numelui companiei de la Electro Gold la Express Credit Amanet, numărul de agenții s-a mărit constant, ajungând la nouă, în mai multe cartiere ieșene. Astfel, în 2002 a fost deschisă cea de a doua agenție Electro Gold în cartierul Alexandru cel Bun, iar până în 2005 încă trei noi agenții în cartierele ieșene Dacia, Mircea cel Batrân și Podu Roș. În decembrie 2006 rețeaua se extinde cu încă o agenție Electro Gold, cea din cartierul Păcurari, iar în toamna anului 2007 se inaugurează cea de a șaptea agenție în zona Pieței Nicolina. La începutul anului 2008 a fost deschisă agenția din cartierul Tătărași, continuând în vară cu cea de pe bulevardul Independenței.
Anul 2009 a adus încă trei agenții noi pentru Express Credit Amanet, cele din zona Gării, cartierul Nicolina și cea de-a doua agenție din Dacia. În cursul anului 2010, după deschiderea unei agenții centrale, lânga Moldova Mall, compania s-a extins și în zonele limitrofe orașului Iași, cu agenția din Tomești, apoi în anul următor cu agenția din Dancu și cea din Hârlău. Au mai fost adăugate agențiile din Țuțora, Zimbru și Galata. În anul 2012 s-au deschis două agenții în Vaslui iar în anul 2013 a fost deschis un magazin dedicat vânzării de electronice în Piața Nicolina. 

### Vânzarea companiei
În anul 2013, compania a fost vândută concernului american Dollar Financial Group, Inc. Valoarea tranzacției nu a fost făcută publică, la cererea celor două părți. La distanță de 5 ani de la încheierea tranzacției, compania americană a vândut la rândul ei rețeaua de amanet celor de la HPS Investment Partners, LLC. Procesul de vânzare a început la mijlocul anului 2017 și a fost finalizat cu succes, compania fiind acum preluată în totalitate de la fostul proprietar.
Începând cu anul 2018, rețeaua de agenții Express Credit Amanet s-a extins către regiunea Moldovei, având prezențe la Suceava, Botoșani, Fălticeni și Roman.

## Rezultate economice
Compania a înregistrat un parcurs ascendent, din punct de vedere al cifrei de afaceri și profitului declarate. Începând cu anul 2016, Express Credit Amanet a fost cotată ca fiind a doua companie de profil din România.
Cifra de afaceri, conform datelor Ministerului Finanțelor Publice, a avut următoarea evoluție:
- 2013 - 30.351.301 RON
- 2014 - 28.275.908 RON
- 2015 - 32.472.710 RON
- 2016 - 30.843.048 RON
- 2017 - 34.445.909 RON

În anul 2018, Express Credit Amanet s-a situat printre cele mai profitabile companii mici și mijlocii din România. În clasamentul național realizat de către Consiliul Național al Întreprinderilor Private Mici și Mijlocii din România, Express Credit Amanet a intrat în primele 100 de companii, ocupând locul 90.